# Domenico Nocca
Domenico Nocca (1758 — 1841) foi um abade e botânico italiano.

## Biografia
Foi diretor do horto botânico de  Mantova até  1797. 
Foi diretor do horto botânico da Universidade de Pavia,  primeiro como suplente em  1778 e  depois  como efetivo de 1797 até  1826. Durante a sua direção foram cultivados  no horto aproximadamente 20.000 espécies de plantas.
Para obter esta rica coleção constituiu uma rede de troca de sementes e plantas com outros botânicos e, ainda, decidiu melhorar as condições das estufas  instaladas pelo seu predecessor , Giovanni Antonio Scopoli.
Em 1802, Domenico  assumiu a cátedra do Departamento de Botânica da Universidade, como resultado da reorganização no ensino  produzida por Napoleão.
Quando decidiu fazer um censo da flora da região da cidade de Pavia convidou o botânico Giovanni Battista Balbis para colaborar na classificação. O resultado do trabalho combinado foi a publicação da obra "Flora ticinensis" em dois volumes, o primeiro em 1816 e o segundo em 1821.

## Obras
- "Ticinensis Horti Academici Plantae selectae", (1800).
- "Elementi di botanica" (Pavia, 1805).
- "Flora Ticinensis, seu enumeratio plantarum quas in peregrinationibus multiplicibus plures per annos solertissime in Papiensi agro peractis observarunt et colligerunt Dominicus Nocca et Joannes Baptista Balbis publici rei herbariae professores". 1º volume publicado em  1816, 2º volume publicado em  1821. Forneceu o primeiro censo da flora micológica da Lombardia com 213 espécies de fungos.
- "Historia atque Iconographia Horti Botanici Ticinensis", (1818).